# Adolph Woermann

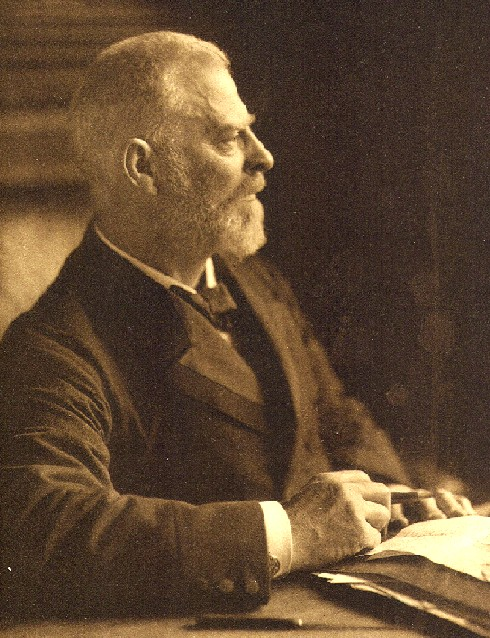
Adolph Woermann, 1905

Adolph Woermann (* 10. Dezember 1847 in Hamburg; † 4. Mai 1911 auf dem Grönwohld-Hof bei Trittau) war ein Hamburger Übersee-Kaufmann, Reeder, Politiker und Kolonialist, der maßgeblich an der Errichtung der deutschen Kolonien in Afrika und dem Völkermord an den Herero und Nama beteiligt war.
Adolph Woermann wurde zu seiner Zeit der größte deutsche Westafrikakaufmann und mit der Woermann-Linie der größte Privatreeder der Welt.

## Leben

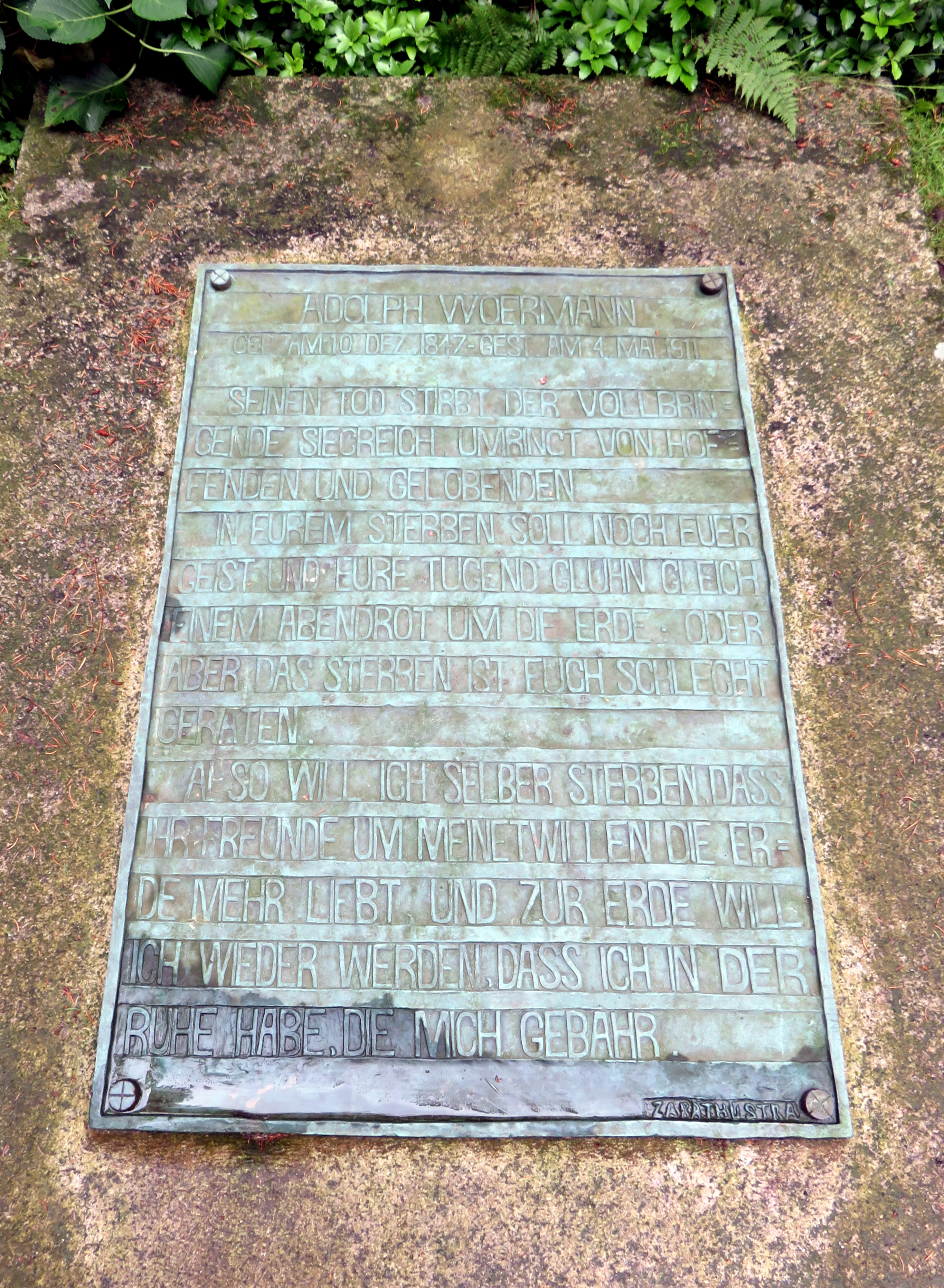
Grabplatte auf dem Ohlsdorfer Friedhof

Adolph Woermann war der zweite Sohn des Kaufmannes und Reedereigründers Carl Woermann. Er besuchte die Gelehrtenschule des Johanneums in Hamburg und absolvierte eine kaufmännische Ausbildung. Fünf Jahre lang lernte er in verschiedenen internationalen Handelsniederlassungen, vor allem in den westafrikanischen Faktoreien des Hauses Woermann. Da sein älterer Bruder Karl Woermann nicht an Kaufhandel interessiert war und sich der Kunstgeschichte widmete, wurde stattdessen Adolph Woermann 1874 Teilhaber des väterlichen Handelsunternehmens C. Woermann. 1879 wurde Adolph Woermann in die Handelskammer Hamburg berufen, der er bis 1908 angehörte, davon 1883/84 sowie von 1899 bis 1902 als Präses. Nach dem Tod des Vaters übernahm Adolph Woermann 1880 das Unternehmen C. Woermann vollständig und führte es bis zu seinem Tod im Jahr 1911.
Von 1880 bis 1904 war er Mitglied der Hamburger Bürgerschaft, in der er sich der Fraktion der Rechten anschloss. Von 1884 bis 1890 wurde er für die Nationalliberale Partei als einer von drei Abgeordneten aus Hamburg im Reichstagswahlkreis Freie und Hansestadt Hamburg 3 in den Reichstag gewählt. 1890 wurde er in den neu gegründeten Kolonialrat berufen, ein Beratungsgremium für koloniale Fragen, das die Grundzüge der deutschen Kolonialpolitik mitbestimmte. 1891 wurde Adolph Woermann, gemeinsam mit F. Laeisz, Aufsichtsratsvorsitzender bei der Werft Blohm + Voss.
Adolph Woermanns ältester Sohn Carl Woermann (1886–1950) hatte weniger Interesse an dem Familienunternehmen und betrieb stattdessen eine große Farm in Deutsch-Südwestafrika, dem heutigen Namibia (Farm Gras, heute Gras Game Lodge). Nach Adolph Woermanns Tod wurde das Unternehmen daher von seinem Halbbruder Eduard Woermann (1863–1920) und später von Adolphs zweitem Sohn Kurt Woermann (1888–1951) fortgeführt. Adolphs Tochter Hedwig Woermann wurde Bildhauerin, Malerin und Kunsthandwerkerin. Seine Frau Gertrud († 1945) errichtete nach seinem Tod die heute noch bestehende Adolph Woermann Gedächtnis-Stiftung in Hamburg.
Adolph Woermann wurde auf der Grabanlage seiner Familie auf dem Ohlsdorfer Friedhof im Planquadrat Q 24 beigesetzt.

## Afrikahandel von C. Woermann

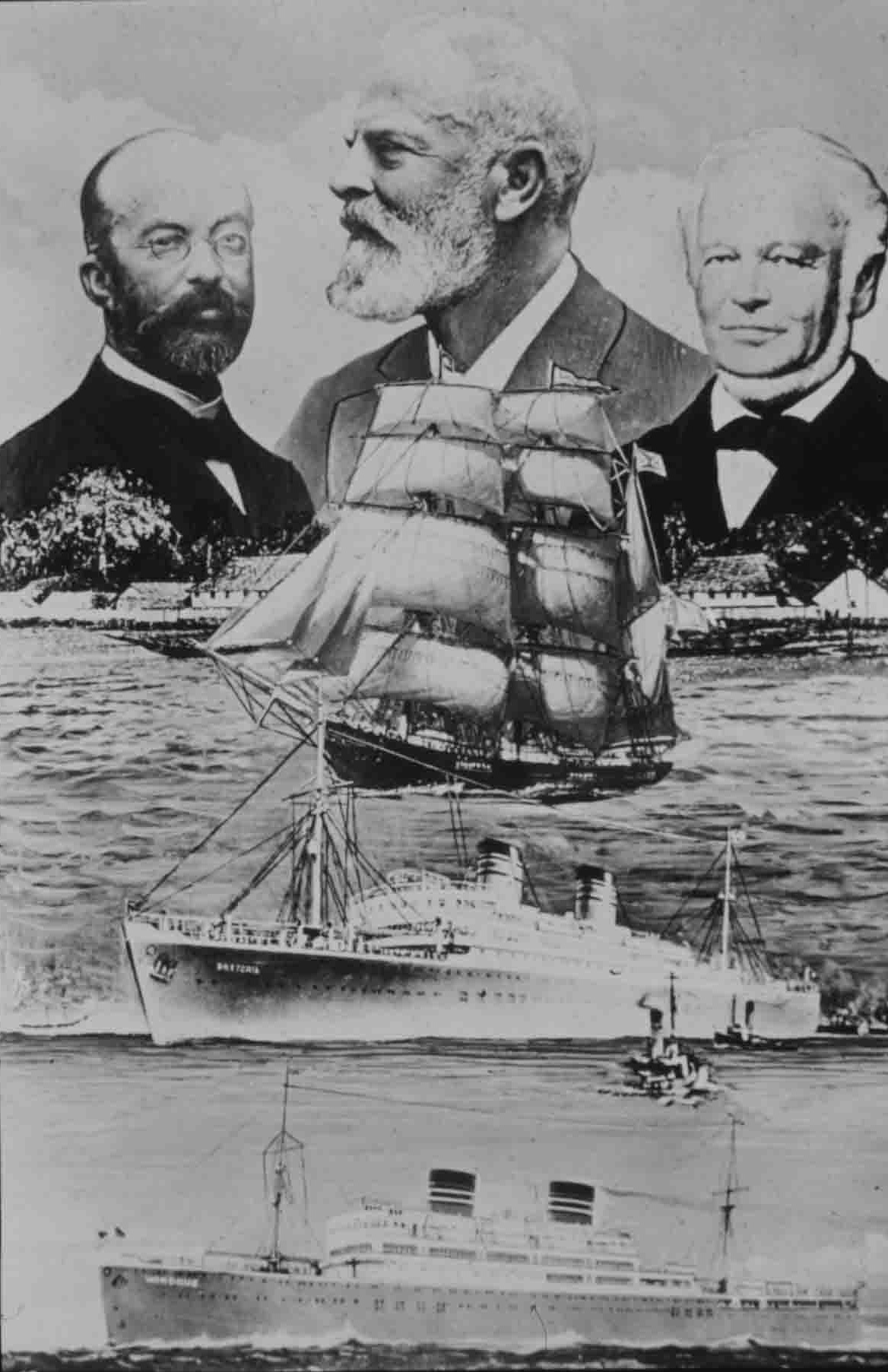
„Haus Woermann“:
Handelshaus und Reederei

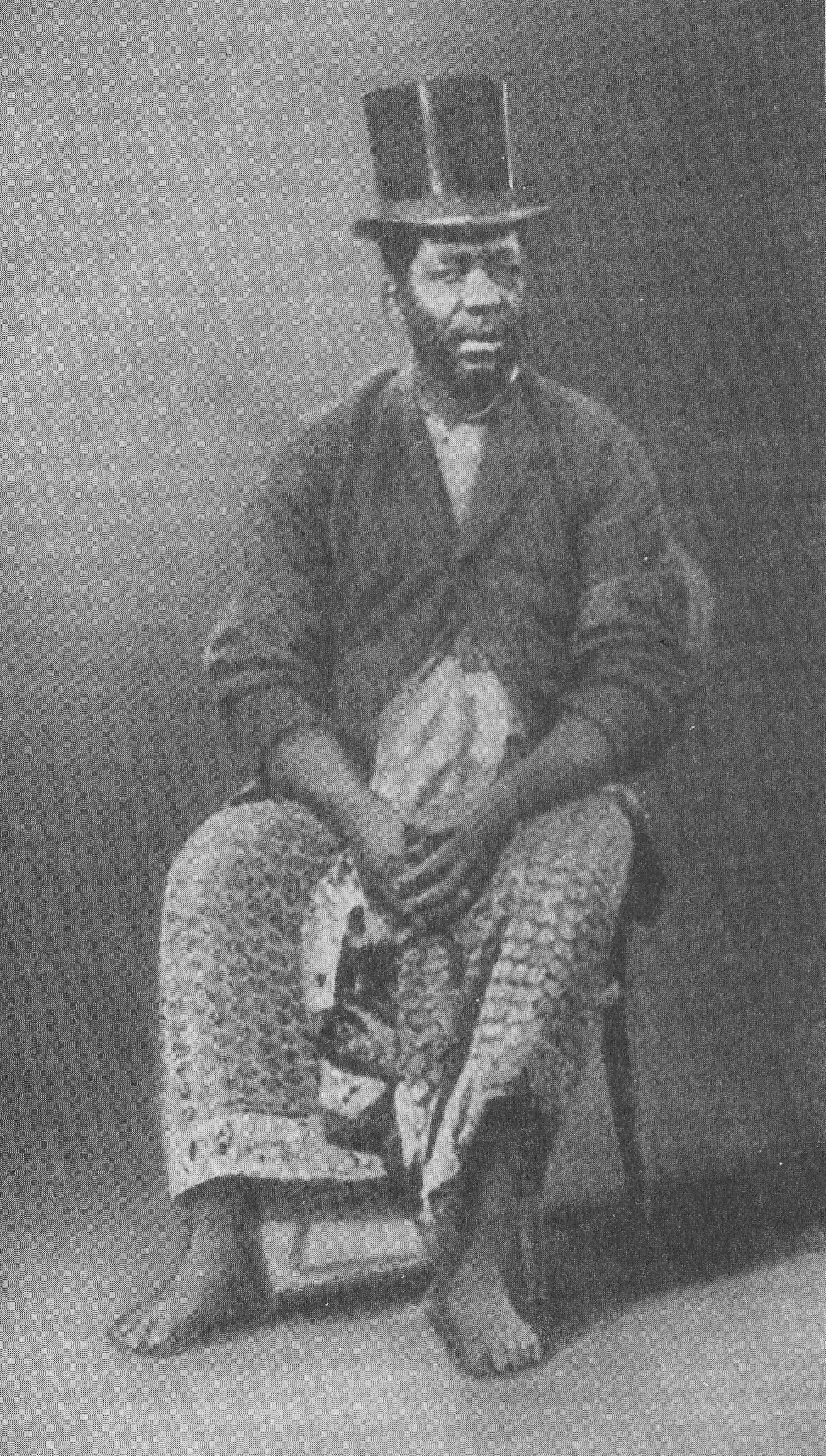
King Bell der Duala

Die Firma C. Woermann, die Adolph Woermann übernahm, hatte ursprünglich mit westfälischem Leinen in Afrika gehandelt. Später war sie dazu übergegangen, hauptsächlich Branntwein, Waffen und Schießpulver aus dem Deutschen Reich gegen Palmöl und Kautschuk zu tauschen. Diese Tauschgeschäfte, insbesondere der Branntweinhandel, der unter Adolph Woermann stark ausgeweitet wurde, waren sehr umstritten und mehrmals Thema im Reichstag: Im Februar 1885 forderte Eugen Richter (Deutsche Fortschrittspartei) auf den Import von Waffen, Munition und Alkohol in die Kolonien Zölle zu erheben, weil sie der Zivilisierung der indigenen Bevölkerung, mit der der Kolonialismus gerechtfertigt wurde, diametral widersprach: „Was vielleicht die Thätigkeit der Missionäre, den Versuch, die Neger zu bessern, gut gemacht hat, das hat die Ausbreitung des Rums und des Schnapses vielleicht wieder verdorben.“ Woermann, der erst kurz zuvor in den Reichstag gewählt worden war, löste mit seiner Replik, in der er in ungeschickter Weise seine persönlichen Profitinteressen mit der Verbreitung deutscher Kultur in Einklang zu bringen versuchte, unter den Abgeordneten Heiterkeit aus. So erklärte er: 

„Im übrigen glaube ich nicht, daß den Negern durch den Schnaps ein sehr großer Schaden zugefügt wird. Ich meine, daß es da, wo man Zivilisation schaffen will, hier und da eines scharfen Reizmittels bedarf, und daß scharfe Reizmittel der Zivilisation wenig schaden.“

 In der Folgezeit wurde die Formulierung „scharfe Reizmittel“ zum politischen Schlagwort, das immer wieder gegen Woermann verwendet wurde. Insbesondere von christlicher Seite wie Franz Michael Zahn von der Norddeutschen Missionsgesellschaft oder Hofprediger Adolf Stoecker wurde Woermann immer wieder öffentlich kritisiert. 1886 veröffentlichte er eine 26-seitige Broschüre unter dem Titel Mission und Branntwein-Handel, in der er sein Tun zynisch rechtfertigte: 

„Wer steht uns näher: die vielen Tausend Deutsche, die dadurch ihr Brod und Lebensunterhalt verdienen, oder die an sich geringe Zahl der Neger, die etwa durch den Branntwein zu Grunde gehen könnten, während es noch nicht erwiesen ist, daß das überhaupt der Fall ist? Ich frage mich: paßt nicht auch hier das Wort, welches ich Herrn Stöcker in derselben Reichstagsverhandlung zurief: Charity begins at home?“

Mäßiger Branntweingenuß sei durchaus nicht schädlich, sondern könne für den „Neger […] als ein außerordentlich günstiges Reizmittel angesehen werden […], um ihn zur Arbeit zu veranlassen“.
Am 14. Mai 1889 brachte Stoecker, der für die antisemitische Christlich-soziale Partei im Reichstag saß, einen Antrag ein, den Branntweinexport nach Westafrika zu verbieten. Woermann verwies in der Debatte darauf, dass Branntweinbrennereien in Afrika kritisiert würden, obwohl sie gleichzeitig in Deutschland als „etwas so Nützliches“ gälten, und äußerte sich weiter:

„Es ist dieser Branntweinhandel in Afrika von einer Reihe von anderen Nationen, ja von fast allen anderen Nationen mit der allergrößesten Eifersucht angesehen. Es ist das der Punkt gewesen, wodurch sich die Deutschen überhaupt in den Handel in Westafrika haben hineinbohren können und sich so fest in den Handel Afrikas hineinsetzen konnten, daß sie jetzt eine ganz bedeutende Macht dort haben, und daß der deutsche Handel in Westafrika eine ganz bedeutende Rolle spielt.“

## Die Entstehung der Afrika-Kolonien

Karte der deutschen Besitzansprüche und Faktoreien an der Küste Äquatorial- und Westafrikas (1884)

Im Juni 1883 verfasste Adolph Woermann eine Denkschrift, in der sich der hanseatische Handel für eine neue Afrikapolitik einsetzte und Schutz durch das deutsche Reich forderte. Das Schreiben wurde von der Hamburger Handelskammer angenommen und an die Reichsregierung weitergeleitet. Neben der Sicherung des Handels vor englischer und französischer Konkurrenz und der Ausschaltung des afrikanischen Binnenhandels wurde ferner die „Erwerbung eines Küstenstriches in West-Afrika zur Gründung einer Handelskolonie Biafra Bai“, das heißt an der Küste des heutigen Kamerun oder Südostnigeria, gefordert.
Aufgrund seines hohen Ansehens gelang Adolph Woermann die Durchsetzung dieser Positionen und Ziele, wobei er ab 1883 Berater von Reichskanzler Otto von Bismarck war.
Am 12. Juli 1884 wurde mit dem afrikanischen Stammesführer der Duala, King Bell, ein Vertrag geschlossen. Dieser übertrug die Souveränität, Gesetzesgewalt und Verwaltung des Ausgangsgebietes von Kamerun an C. Woermann und an das (1874 von zwei ehemaligen Angestellten von C. Woermann gegründete) Unternehmen Jantzen & Thormälen. Der Vertrag wurde am 15. Juli 1884 mit zwölf weiteren afrikanischen Stammeshäuptlingen von Kamerun bestätigt. Zur Sicherung des Palmölhandels wurden diese Gebiete unter den „Schutz“ des Reiches gestellt (sogenannte „Deutsche Schutzgebiete“). Die Verträge wurden in einer Faktorei von C. Woermann geschlossen und auf deutscher Seite unter anderem von Eduard Woermann, einem jüngeren Bruder von Adolph Woermann, unterzeichnet. Um die Aufteilung Afrikas zwischen den Großmächten verbindlich zu regeln, wurde vom 15. November 1884 bis 23. Februar 1885 in Berlin die Kongokonferenz abgehalten, an der Adolph Woermann teilnahm.
Kaufleute des Hamburger Unternehmens Woermann planten im Zusammenspiel mit Kolonialbeamten und Militärs, die Einwohner am Kamerun-Fluss zu vertreiben und den Zwischenhandel mit Palmöl-Lieferanten aus dem Hinterland unter Kontrolle zu bekommen. In Afrika seien zwei Schätze auszubeuten, erklärte Handelshaus-Senior Adolph Woermann, „die Fruchtbarkeit des Bodens und die Arbeitskraft vieler Millionen Neger“.

## Entstehung der Woermann-Linie und der Deutschen Ost-Afrika Linie

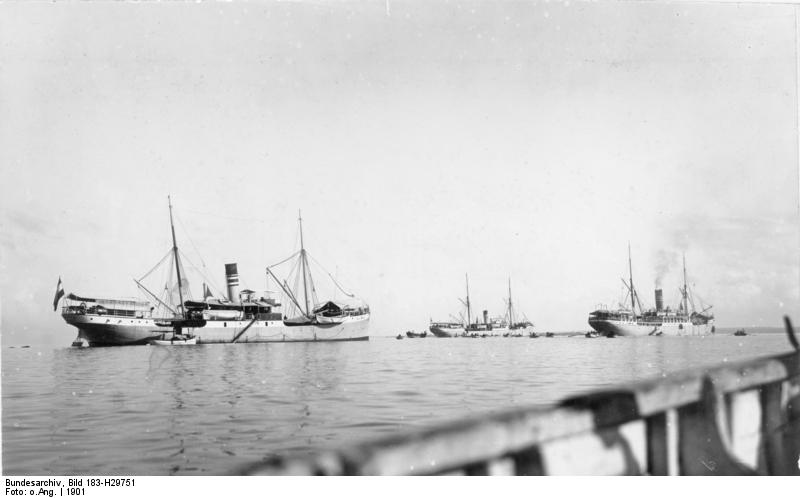
Dampfer der Deutschen Ost-Afrika Linie im Hafen von Sansibar, 1901

Dem Handelsunternehmen C. Woermann gehörten 1880, als Adolph Woermann es übernahm, zwölf Segelschiffe und ein Dampfschiff. Sie dienten ausschließlich dem Transport der eigenen Handelsware. Im Laufe der nächsten Jahre wurden die Segelschiffe nach und nach verkauft und durch weitere Dampfer ersetzt – die sogenannten „Woermanndampfer“, die vor allem nach Familienmitgliedern benannt wurden. Ab 1882 wurde eine regelmäßige Schiffsverbindung mit Nigeria aufgebaut, ab 1884 eine regelmäßige Verbindung nach Kamerun. 1885 wurden alle Schiffe in ein eigenes Unternehmen ausgegliedert, die Afrikanische Dampfschiffs-Aktiengesellschaft, die als Woermann-Linie bekannt wurde (Farben: grün-weiß-blau-weiß-grün vor schwarzem Hintergrund). 1891 wurde der Handel nach Deutsch-Südwestafrika (heutiges Namibia) ausgedehnt, und 1896 richtete sie einen Liniendienst entlang der ganzen Westküste Afrikas ein.
1888 bat die Reichsregierung Adolph Woermann, Pläne zur Einrichtung einer Dampfschifffahrtslinie nach Ostafrika auszuarbeiten, da vor allem Warentransporte mit den damals bestehenden Schiffsverbindungen nur unregelmäßig möglich waren und oft Monate dauerten. Adolph Woermann legte der Regierung seine Vorschläge vor. Aber erst im Januar 1890 schrieb der Reichskanzler nach Genehmigung durch den Reichstag eine Subvention von 900.000 Mark für ein deutsches Unternehmen aus, das zehn Jahre lang eine Schiffslinie nach Ostafrika einrichtete. Es fand sich kein interessiertes Unternehmen, möglicherweise weil bekannt war, dass der Norddeutsche Lloyd auf seinen subventionierten Linien finanzielle Verluste machte. Stattdessen bildeten mehrere deutsche Banken und Hamburger Kaufleute (darunter die Unternehmen Woermann, F. Laeisz, August Bolten und Hansen & Co) ein Konsortium, das am 19. April 1890 die Deutsche Ost-Afrika Linie (DOAL; Farben: schwarz-weiß-rot-weiß-schwarz vor gelbem Hintergrund) gründete. Adolph Woermann war zwar nur mit 2,5 % des Gründungskapitals (6 Millionen Mark) beteiligt. Aufgrund der Erfahrungen der Woermann-Linie in Afrika wurde von den Inhabern von C. Woermann aber die Geschäftsführung übernommen. Adolph Woermann selbst wurde Vorsitzender des Aufsichtsrates, Eduard Woermann und Eduard Bohlen aus der Familie Woermann bildeten den Vorstand. Praktisch standen damit die Woermann-Linie und die DOAL unter derselben unternehmerischen Leitung.

## Der Herero-Aufstand

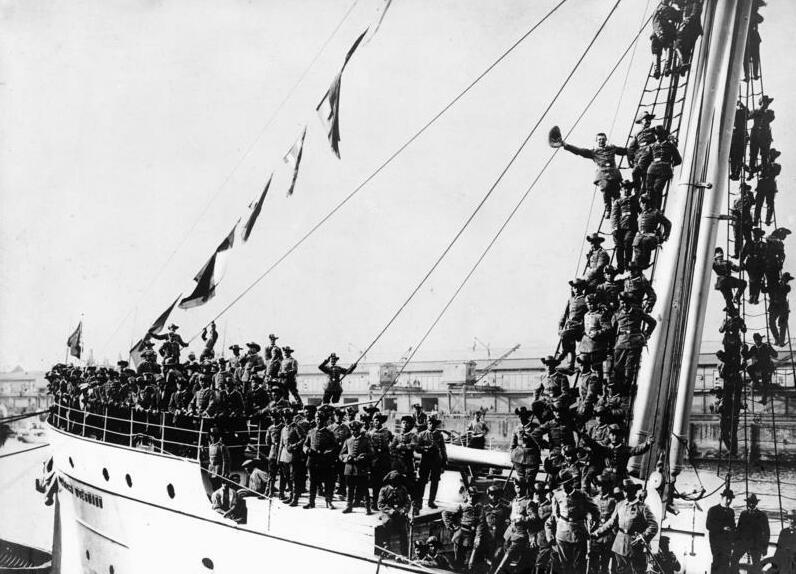
Abfahrt „Alexandra Woermann“ 1904

Am 11. Januar 1904 brach in Deutsch-Südwestafrika (Namibia) der Aufstand der Herero aus. Die einzige Reederei, die eine regelmäßige Verbindung nach Südwestafrika anbot, war zu dieser Zeit die Woermann-Linie. So wurden die Militärtransporte – Pferde,
Waffen, Ausrüstungsgegenstände und die Verpflegung der Schutztruppen – fast ausschließlich über die Woermann-Linie abgewickelt: Bis 1906 transportierte die Woermann-Linie über 14.000 Mann und über 11.000 Pferde ins Kriegsgebiet. Außerdem nutzte sie Lagerhallen am Baakenhafen um Betten, Proviant und Ausrüstungsmaterialien für die abreisenden Truppen vorrätig zu halten. Da die unabhängig davon angemieteten Hallen andernfalls leergestanden hätten, brachte der Krieg Woermann somit einen unverhofften Zusatzgewinn: Seine Profite verdoppelten sich während des Völkermords beinahe. Auch in Afrika profitierte Woermann vom Krieg: So transportierte sein Schiff Eduard Bohlen mehrere Hundert Herero, die man gleich zu Beginn des Krieges in Swakopmund festgesetzt hatte, zur Zwangsarbeit nach Südafrika. Im weiteren Verlauf des Kriegs erhielt die Woermann-Linie 115 Kriegsgefangene zur Zwangsarbeit in Swakopmund zugeteilt, sodass schließlich fast ein Zehntel ihrer Arbeiter in Südwestafrika ohne Lohn für sie tätig waren. Ihre Mortalität betrug 5,2 %.
Als im Reichstag im März 1906 über das Budget des Krieges debattiert wurde, deckte der Abgeordnete der Zentrumspartei Matthias Erzberger auf, dass die Woermann-Linie während des Krieges dem Reich rund 6 Millionen Reichsmark an überhöhten Frachtgeldern und unstimmigen Liegegebühren in Rechnung gestellt hatte. Die Firma hatte ihr Transportmonopol genutzt, um ihre Frachtraten bis zum Dreißigfachen des üblichen Preises zu erhöhen. Damit wäre Adolph Woermann einer der größten Kriegsgewinnler des Krieges gegen die Herero gewesen. Albert Ballin, Direktor der HAPAG, nahm Adolph Woermann in Schutz und behauptete, die höheren Gebühren wären durch außerordentliche Kosten berechtigt gewesen. Kaiser Wilhelm II. wollte Adolph Woermann dennoch bei seinen Besuchen in Hamburg nicht mehr empfangen.

## Weitere Entwicklung der Unternehmen
Um die Jahrhundertwende war der Konkurrenzdruck im Afrikageschäft gestiegen, vor allem durch die neu gegründete Hamburg-Bremer Afrika-Linie. 1907 musste Woermann daher mit der HAPAG, der damals größten Reederei des Reiches, fusionieren und Anteile abgeben.

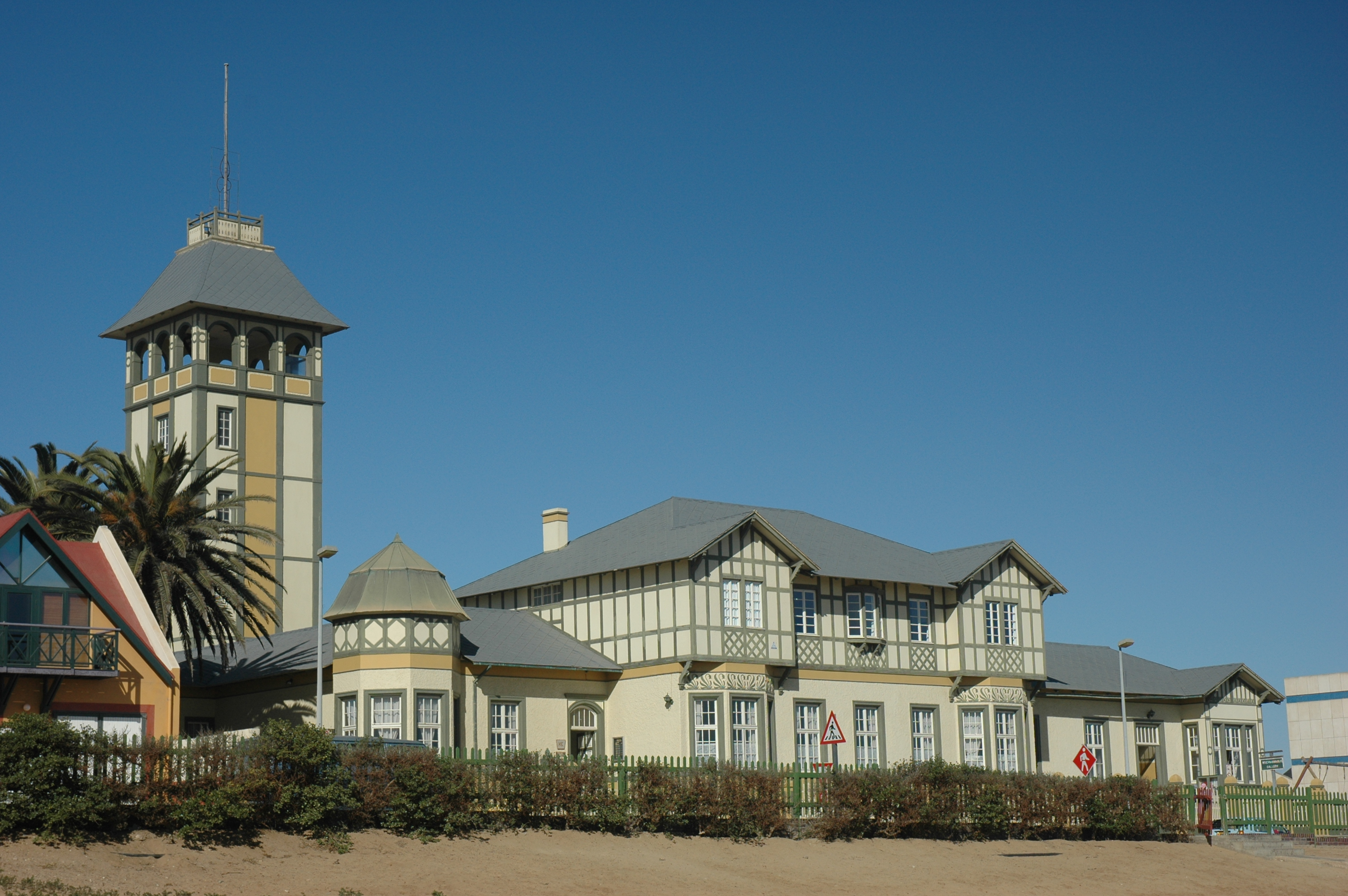
Woermann-Haus in Swakopmund

1909 übernahm C. Woermann die Damara und Namaqua Handelsgesellschaft mbH einschließlich des später so benannten Woermannhauses, heute ein Nationales Denkmal und eine der Sehenswürdigkeiten von Swakopmund (Namibia). In Woermann, Brock & Co. umbenannt, wurde die Handelsgesellschaft zunächst unter Leitung von Adolph Woermann, seinem Bruder Eduard und den Schwägern Max Brock und Arnold Amsinck weitergeführt. Ab 1960 führte Konrad Woermann, ab 1998 seine Söhne Jesko Woermann und Ingo Woermann unter dem Namen „Woermann & Brock“ das Unternehmen weiter. Heute handelt es sich um eine der größten Supermarktketten in Namibia.
Nach Adolph Woermanns Tod wurden die Unternehmen von seinem Bruder Eduard Woermann und Adolphs Sohn Kurt Woermann übernommen. Bei Ausbruch des Ersten Weltkrieges 1914 gehörten 29 Schiffe für die West- und Südwestafrikafahrt sowie elf Küstenschiffe zum Eigentum der Woermann-Linie. (Zum Vergleich: Die drei deutschen Westafrikalinien Woermann-Linie, Hamburg-Afrika-Linie und Bremer Westafrika Linie hatten 1911 insgesamt 107 Dampfschiffe; die englischen Linien verfügten über 349 Dampfer.) Die DOAL besaß zu diesem Zeitpunkt 23 Dampfschiffe.
Das Ende der großen Schifffahrtslinien kam mit dem Ersten Weltkrieg, in dem die Unternehmen fast alle ihre Schiffe verloren. Zwischen den Weltkriegen konnten die Linien ihre frühere Stellung nur teilweise wiedererlangen, bevor der Zweite Weltkrieg zu neuerlichen Verlusten führte. Nach dem Zweiten Weltkrieg ging die DOAL in den Deutschen Afrika-Linien/John T. Essberger auf, deren Logo im Vordergrund die DOAL-Flagge zeigt. Die Woermann-Reederei war noch einige Jahre aktiv und wurde schließlich in den 1980er Jahren mit ihren Linien-Rechten an eine belgische Gesellschaft verkauft.
Auch das Handelsunternehmen C. Woermann musste im Verlauf des 20. Jahrhunderts vor allem durch die Verluste in den Weltkriegen mehrfach von Grund auf umstrukturiert werden. Heute ist die C. Woermann GmbH & Co. KG ein mittelständisches Im- und Exportunternehmen, das sich vor allem auf Autoteile, Maschinen und Stahl spezialisiert hat. Es arbeitet in Afrika mit mehreren gleichnamigen Unternehmen in Nigeria (seit 1954), Ghana (seit 1966) und Angola (seit 2005) zusammen.

## Dedikationsnamen
Alexander Pagenstecher benannte im Jahr 1885 Woermanns Langzungen-Flughund (Megaloglossus woermanni) nach Adolph Woermann.
Die Nationalsozialisten nannten 1937 in Düsseldorf-Urdenbach vier Straßen „nach verdienten Männern der deutschen Kolonialgeschichte“, darunter die Woermannstraße. Im Februar 2024 wurde sie in Am Auwald umbenannt.
Die im Hamburger Stadtteil Ohlsdorf gelegenen Straßen Woermannsweg und Woermannstieg wurden nach Empfehlungen der „Fachstrategie zum Umgang mit kolonialen Straßennamen in Hamburg“ durch Senatsbeschluss vom 2. Oktober 2024 in Louise-Kamana-Weg bzw. Cornelius-Fredericks-Stieg umbenannt.
In Windhoek und Swakopmund sind weiterhin Woermann-Straßen zu finden (Stand Juli 2025).